# 모스 (프로레슬링 선수)
모스(Moose)는 본명은 퀸 오지나카(Quinn Ojinnaka, 1984년 4월 23일 ~ )다. 미국의 남자 프로레슬링선수다. 키는 195cm 몸무게는 140kg이다. 피니쉬는 더 게임 브레이커(디스쿠스 래리어트), 히트 스틱(스피어), 고 투 헬(싯아웃 쵸크밤)로 사용을 한다. 2016년 7월 12일 TNA 임팩트 중에서 경기를 하는 도중에 갑자기 등장을 하면서 에디 에드워즈와 래쉴리 공격을 하면서 마이크 배넷이랑 붙어 다니기 시작을 하면서 갑자기 악역으로 등장을 했다가 갑자기 마이크 배넷을 배신을 당하며 끝내 선역으로 활동을 하기 시작을 한다.

## 수상
- GWF 월드 헤비웨이트 챔피언 (1회)
- SCW 플로리다 헤비웨이트 챔피언 (1회)
- IPW:UK 월드 챔피언 (1회)
- PWX 이노베이티브 텔레비전 챔피언 (1회)
- SWA 태그팀 챔피언 (1회) - AR 폭스
- TNA 월드 챔피언 (2회)
- TNA 월드 헤비웨이트 챔피언 (신 버전) (1회)
- TNA X 디비전 챔피언 (1회)
- 임팩트 그랜드 챔피언 (2회)